# Kroatische voetbalbond
De Hrvatski Nogometni Savez (HNS) is de Kroatische voetbalbond. De bond werd opgericht in 1912 en de eerste voorzitter was Milovan Zoričić.
De HNS organiseert de competities zoals de Hrvatska Nogometna Liga, de 1. Hrvatska Nogometna Liga, de 2. Hrvatska Nogometna Liga, de 1e Vrouwenliga en het bekertoernooi. De HNS is ook verantwoordelijk voor het Kroatisch voetbalelftal en het Kroatisch vrouwenelftal.

## Nationale ploegen
- Kroatisch voetbalelftal (mannen)
- Kroatisch voetbalelftal (vrouwen)
- Kroatisch voetbalelftal onder 21 (mannen)
- Kroatisch voetbalelftal onder 17 (vrouwen)

Albanië · 
Andorra · 
Armenië · 
Azerbeidzjan · 
België · 
Bosnië-Herzegovina · 
Bulgarije · 
Cyprus · 
Denemarken · 
Duitsland · 
Engeland · 
Estland · 
Faeröer · 
Finland · 
Frankrijk · 
Georgië · 
Gibraltar · 
Griekenland · 
Hongarije · 
Ierland · 
IJsland · 
Israël · 
Italië · 
Kazachstan · 
Kosovo · 
Kroatië · 
Letland · 
Liechtenstein · 
Litouwen · 
Luxemburg · 
Malta · 
Moldavië · 
Montenegro · 
Nederland · 
Noord-Ierland · 
Noord-Macedonië · 
Noorwegen · 
Oekraïne · 
Oostenrijk · 
Polen · 
Portugal · 
Roemenië · 
Rusland · 
San Marino · 
Schotland · 
Servië · 
Slovenië · 
Slowakije · 
Spanje · 
Tsjechië · 
Turkije · 
Wales · 
Wit-Rusland · 
Zweden · 
Zwitserland
HNS · A-internationals · Selecties · Bondscoaches · Statistieken · Kroatisch vrouwenelftal · Olympisch elftal · Kroatië U21 · Kroatië U20 · Kroatië U19 · Kroatië U18 · Kroatië U17 · Kroatië U16
1940 – 1956 ·
1990 – 1999 ·
2000 – 2009 ·
2010 – 2019 ·
2020 − 2029
EK's: 1996 · 
2000 · 
2004 · 
2008 · 
2012 · 
2016 · 
2020 · 
2024
WK's: 1998 · 
2002 · 
2006 · 
2010 · 
2014 · 
2018 · 
2022
1940 · 
1941 · 
1942 · 
1943 · 
1944 · 
1945–1955 · 
1956 · 
1957–1989 · 
1990 · 
1991 · 
1992 · 
1993 · 
1994 · 
1995 · 
1996 · 
1997 · 
1998 · 
1999 · 
2000 · 
2001 · 
2002 · 
2003 · 
2004 · 
2005 · 
2006 · 
2007 · 
2008 · 
2009 · 
2010 · 
2011 · 
2012 · 
2013 ·  
2014 · 
2015 · 
2016 · 
2017 · 
2018 ·
2019 ·
2020 ·
2021 ·
2022 ·
2023
Albanië ·
Andorra ·
Argentinië ·
Armenië ·
Australië ·
Azerbeidzjan · 
België ·
Bosnië en Herzegovina ·
Brazilië ·
Bulgarije ·
Canada ·
Chili ·
China ·
Cyprus ·
Denemarken ·
Duitsland ·
Ecuador ·
Egypte ·
Engeland ·
Estland ·
Finland ·
Frankrijk ·
Georgië ·
Gibraltar ·
Griekenland ·
Hongarije ·
Hongkong ·
Ierland ·
IJsland ·
Indonesië ·
Iran ·
Israël ·
Italië ·
Jamaica ·
Japan ·
Joegoslavië ·
Jordanië ·
Kameroen · 
Kazachstan ·
Kosovo ·
Letland ·
Litouwen ·
Liechtenstein ·
Mali ·
Malta ·
Marokko · 
Mexico ·
Moldavië ·
Nederland ·
Nigeria ·
Noord-Ierland ·
Noord-Macedonië ·
Noorwegen ·
Oekraïne ·
Oostenrijk ·
Peru ·
Polen ·
Portugal ·
Qatar ·
Roemenië ·
Rusland ·
San Marino ·
Saoedi-Arabië ·
Schotland ·
Senegal · 
Servië · 
Slovenië ·
Slowakije ·
Spanje ·
Tsjechië ·
Tunesië ·
Turkije ·
Wales ·
Wit-Rusland ·
Zuid-Korea ·
Zweden ·
Zwitserland
Argentinië (2018) ·
Argentinië (2022) ·
Australië (2006) ·
België (2022) ·
Brazilië (2006) ·
Brazilië (2014) ·
Brazilië (2022) ·
Denemarken (2018) ·
Duitsland (2008) ·
Engeland (2018) ·
Engeland (2021) ·
Frankrijk (2018) ·
Ierland (2012) ·
IJsland (2018) ·
Italië (2012) ·
Japan (2006) ·
Kameroen (2014) ·
Marokko (2022, 1) ·
Marokko (2022, 2) ·
Mexico (2014) ·
Nigeria (2018) ·
Oostenrijk (2008) ·
Polen (2008) ·
Rusland (2018) ·
Schotland (2021) ·
Spanje (2012) ·
Spanje (2021) ·
Tsjechië (2016) ·
Tsjechië (2021) ·
Turkije (2008) ·
Turkije (2016)